# Ronald Fisher
Ronald Aylmer Fisher, född 17 februari 1890 i Finchley i norra London, död 29 juli 1962 i Adelaide i Australien, var en brittisk statistiker, evolutionsbiolog, genetiker och rashygieniker. 
Han studerade vid universitetet i Cambridge, där han tog examen 1912. 1918 började han arbeta på jordbruksforskningsstationen i Rothamsted. Där utvecklade han bland annat variansanalys (ANOVA) och maximum likelihood-metoden, samt blev en av populationsgenetikens grundare. Senare var han professor i rashygien vid University College London och professor i genetik i Cambridge.
Fisher invaldes 1946 som utländsk ledamot nummer 835 av Kungliga Vetenskapsakademien. Han tilldelades Royal Medal 1938 och Copleymedaljen 1955.
Fisher var även mentor för genetiker och evolutionsbiologen A.W.F. Edwards. 